# Junkerdal-Nationalpark
Der Junkerdal-Nationalpark (norwegisch Junkerdal nasjonalpark) ist ein 682 km² großer Nationalpark in Norwegen, der zu den Gemeinden Saltdal und Fauske in der Provinz Nordland gehört. Der Park liegt in einem bergigen Gebiet um den Skaitielva Fluss, nordöstlich des namensgebenden Junkerdalen Tal. Er wurde 2004 gegründet, um die nahezu unberührte Natur mit ihrer biologischen Vielfalt und den unterschiedlichen Ökosystemen und das kulturelle Erbe in diesem Gebiet zu schützen.
Der Junkerdal liegt im Osten an der Schwedischen Grenze und nördlich des Junkerdalsura Naturreservat. Im Norden grenzt er an den Ort Sulitjelma. Westlich des Saltdalen, an den der Junkerdal-Nationalpark im Südosten grenzt, liegt der Saltfjellet-Svartisen-Nationalpark.

## Geografie, Landschaft und Geologie

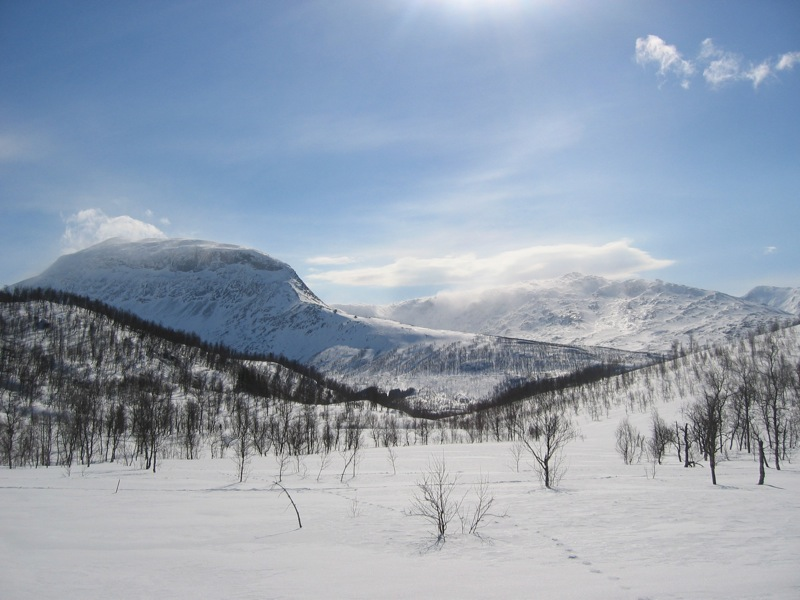
Der Sjurfjellet (links) im Winter

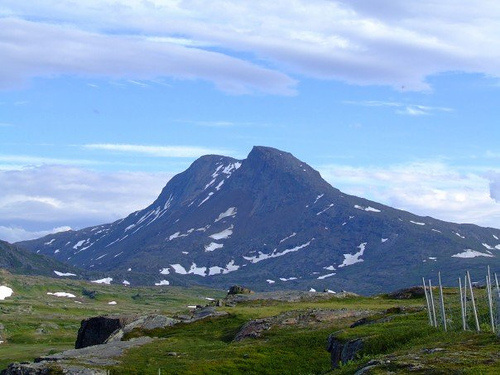
Der Solvagtind

Das Gebiet des Nationalparks ist eines der größten, unberührten Gebiete Norwegens, zudem setzt sich diese Wildnis auf schwedischer Seite fort.
Der Boden ist im gesamten Park sehr fruchtbar. Der Nationalpark liegt zwischen dem Junkerdal Tal im Süden und dem Ort Sulitjelma im Norden. Die abwechslungsreiche Landschaft entstand maßgeblich während der letzten Eiszeit. Auf der Hochebene im Norden des Parks gibt es zahlreiche Seen, der größte davon ist der Balvatnet. In den Bergen im westlichen Teil gibt es einige kleinere und größere Flüsse, die nahezu alle nach Westen in das Saltdalen abfließen. Der Süden wiederum ist von großen Tälern und Bergketten dominiert. In der Mitte des Parks liegt rund um den Balvatnet das zentrale Bergmassiv. Einer der bekanntesten Berge im Park ist der Solvågtind.
Da der Junkerdal-Nationalpark im Regenschatten des Svartisen Gletschers liegt, unterscheidet sich das Klima des Parks teilweise erheblich von Gebieten, die an den Park angrenzen, jedoch nicht von diesem Regenschatten betroffen sind. Eine Folge des Regenschattens sind wärmere, aber auch trockenere Sommer.

## Flora und Fauna
Die Pflanzenwelt gestaltet sich sehr üppig im Park und weist einige seltene Arten, wie Weißer Silberwurz, Alaska-Rhododendron, Einblütige Glockenblume, Katzenpfötchen, Aufrechtes Läusekraut und Behaartes Läusekraut. Besonders im Süden des Parks kommen seltene Pflanzen wie Carex scirpoidea, Arktischer Mohn, Draba subcapitata, Niedriges Berufkraut und Arnica angustifolia vor.
Trotz des nördlichen Breitengrades des Nationalparks kommen im Junkerdal Vögel vor, die sonst in diesen Breiten kaum noch anzutreffen sind. Dazu gehören Gerfalke, Steinadler, Sterntaucher, Prachttaucher und Eisente.
Begünstigt durch die üppige Flora gestaltet sich auch die Tierwelt relativ vielfältig. Während Luchs, Vielfraß und Bergren dauerhaft im Park heimisch sind, sieht man nur selten Braunbären, welche meist aus Schweden über die Grenze kommen.
Im Nationalpark leben auch die seltenen Schmetterlingsarten Dunkler Alpenbläuling und Colias hecla.
In den Gewässern in und um den Nationalpark gibt es die größten Fischbestände von Wandersaibling und Forelle in ganz Nordland.

## Kulturerbe
Das Gebiet wurde mindestens seit dem 16. Jahrhundert von den Samen als Weidegebiet für ihre Rentierherden, aber auch als Siedlungs- und Jagdgebiet genutzt, was man an diversen Funden belegen konnte. Bis heute treiben die Samen im Frühjahr ihre Rens auf die Wiesen im Park. Des Weiteren existieren noch einige Almhütten der Samen im Nationalpark.

## Tourismus und Verwaltung
Im Park gibt es vier große Übernachtungshütten und darüber hinaus noch weitere kleinere Hütten. Die bekannteste Hütte ist die Argaladhytta. Es gibt zudem gute Möglichkeiten zum Angeln und zur Elchjagd, jedoch wird für beides eine Lizenz benötigt.
Das Nordland nasjonalparksenter an der E6 fungiert als Informationszentrum für alle Nationalparks in Nordland.